# Ur-zababa
Ur-zababa a fost al doilea rege din dinastia a IV-a din  Kish, care a domnit în jurul anilor 2350 î.Hr. El era fiul regelui Puzur-Suen și nepotul reginei Kubaba. Cele mai multe exemplare ale Listei Regilor Sumerieni dau lui Ur-zababa o domnie nerealistă de 400 de ani, dar un exemplar care consemnează „șase ani” este considerat a fi mai plauzibil. 
Se știe că Lugalzaggesi, regele din orașele Uruk și Umma a distrus orașul Kish cu puțin timp înainte de sfârșitul domniei sale, înainte ca el să fie învins de Sargon din Akkad. Se presupune adesea că Sargon a jucat și un rol în căderea lui Ur-zababa, dar textele relevante sunt prea fragmentare pentru a mai fi explicite.
Succesorii lui Ur-zababa din Kish, menționați pe Lista Regilor Sumerieni, începând cu Zimudar, par să fi fost vasali lui Sargon și nu există dovezi că ar mai fi exercitat vreodată hegemonia în Sumer.

### Legenda lui Sargon și a lui Ur-zababa
Textul consemnează că regele din Kish, Ur-zababa, se trezește după un vis al cărui conținut nu este dezvăluit pe porțiunea de tăbliță rămasă întreagă. Din motive necunoscute, Ur-zababa îl numește pe Sargon paharnicul său. Curând după asta, Ur-zababa îl invită pe tânăr în camerele sale pentru a discuta un vis avut de Sargon, în care zeița Inanna îl înneca pe rege într-un râu de sânge. Foarte înspăimântat, Ur-zababa ordonă ca Sargon să fie ucis de mâinile lui Beliš-tikal, fierarul-șef; zeița Inanna împiedică acest lucru, cerându-i lui Sargon să se oprească la porțile atelierului lui Beliš-tikal pentru a nu fi "umplut cu sânge". Cand Sargon se întoarce la Ur-zababa, acesta se înspăimântă din nou si ia decizia de a-l trimite la regele Lugalzagesi al Urukului, cu un mesaj pe o tabletă de lut, cerându-i acestuia să îl ucidă pe Sargon. Legenda se rupe in acest punct; probabil, secțiunea lipsă descria modul in care Sargon devine rege, detronându-l pe Ur-zababa.